# Talin (Syria)
Talin (arab. تالين) – miasto w Syrii, w muhafazie Tartus. W 2004 roku liczyło 3699 mieszkańców.